# Henri Ier d'Avaugour
Henri Ier d’Avaugour  (16 janvier 1205 - 6 octobre 1281), en latin Henricus de Avaugor, fils d’Alain Ier de Penthièvre, fut un grand seigneur breton, comte de Penthièvre et de Trégor de 1212 à 1214 (avant que ces terres soient confisquées par le duc de Bretagne Pierre Ier), seigneur d’Avaugour, du Goëlo et de l'Aigle en Normandie (par son grand-oncle Gilbert de l'Aigle). Il fut brièvement désigné futur duc de Bretagne lors de ses fiançailles avec l'héritière du duché Alix de Thouars (1209-1213).

## Biographie

### Projet de Mariage avec Alix de Thouars
À la suite d'un accord conclu par Philippe Auguste avec le baillistre de Bretagne Guy de Thouars, son père le comte Alain le fiance en 1209 à l’âge de 5 ans avec la duchesse Alix de Bretagne et lui fait recevoir, à Lamballe, l'hommage des seigneurs bretons comme "duc". Avant de mourir en 1212, le comte Alain désigne ses parents Geslin de Coëtmen et le vicomte Conan de Léon comme tuteurs de son fils.
Guy de Thouars, père d'Alix et gardien du duché en son nom, meurt à son tour en avril 1213. Alain et Guy disparus, le roi Philippe  Auguste a désormais toute liberté pour rompre les fiançailles d’Henri et d'Alix cette même année et imposer l'union de la petite duchesse avec son cousin Pierre de Dreux, dit Pierre Mauclerc.

### Confiscations par Pierre de Dreux
En 1214, Pierre de Dreux refuse l'hommage d'Henri Ier d'Avaugour, alors âgé de 9 ans, pour ses possessions. Le nouveau duc de Bretagne n'accepte tout simplement pas le système de succession des Eudonides qui ne reconnaissent que la primogéniture mâle, ce qui favorise son épouse Alix de Bretagne descendante elle aussi de la dynastie des Eudonides (branche cadette de la maison de Rennes). Il confisque donc une grande partie de son patrimoine paternel soit le Penthièvre et le Trégor. À commencer par les châteaux de Jugon, Lamballe et Moncontour en Penthièvre et de Minibriac, Guingamp, Belle Isle et Lannion en Trégor. Henri perd des domaines d'une valeur de 4 000 sous de rente et se trouve réduit à la petite seigneurie d’Avaugour en Trégor et à celle du Goëlo. 
Conan de Léon, tuteur du jeune Henri, tente de défendre ses droits et entre en rébellion contre  Pierre Ier. Ce dernier s'empare de Lesneven principale place forte du Leon en 1216. Henri se réfugie alors chez Juhel III de Mayenne, époux de Gervaise de Dinan et qui avait obtenu en 1210 du roi la garde du Fort du Guesclin sur la côte près de Saint-Malo afin de protéger Dinan et la région de la Rance. 
Juhel III donne à Henri II d'Avaugour, Marguerite, sa seconde fille, comme épouse. Il contracte, vers 1220, avec Marguerite de Mayenne, fille puînée de Juhel III de Mayenne et de Gervaise de Vitré, une alliance qui procure la baronnie de Mayenne à son fils. C'est lui et non pas un de ses fils, comme le dit dom Morice, qui était, en 1278, tuteur d'Henri d'Avaugour, seigneur de Mayenne, son petit-fils, cari nepotis nostri, dit-il. 
Un acte de 1217 montre pour la première fois Henri Ier utilisant le nom d'Avaugour qui sera conservé par sa descendance.  

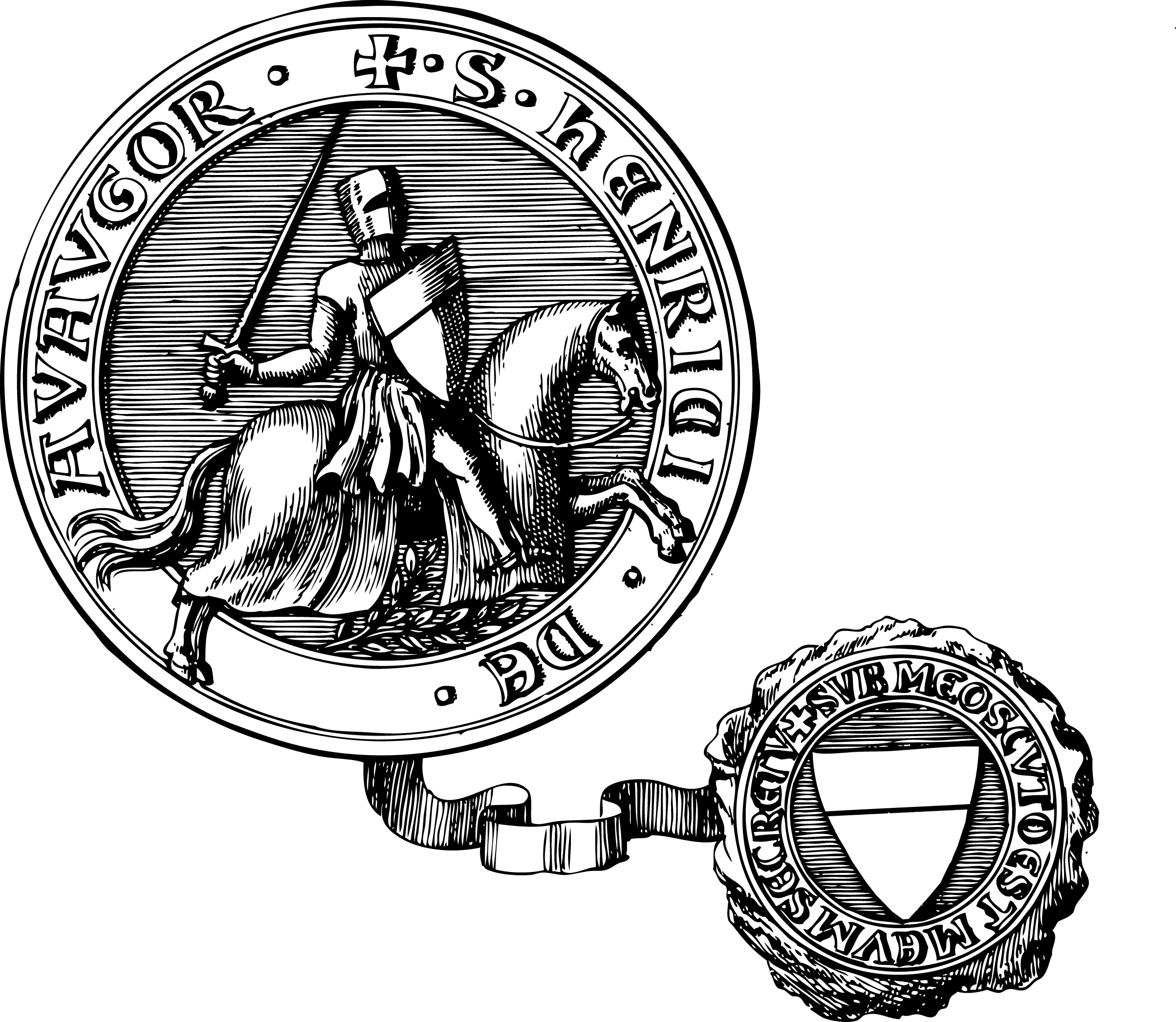
Sceau d'Henri d'Avaugour en 1229 sceau : "† • S • HENRICI • DE • AVAVGOR • †" (Sceau d’Henric de Avaugor) contre-sceau : "† SVB MEO SCVTO EST MEVM SECRETV †" (Sous mon écu est mon [sceau] secret)

### La guerre en Bretagne de 1230 à 1235
En 1230, Le château et la ville de Pontorson, possessions d'Henri d'Avaugour (par son épouse Marguerite de Mayenne) sont incendiés par des troupes anglaises commandées par Ranulphe de Chester en provenance du château de Saint James de Beuvron
L’alliance de Pierre de Dreux avec le roi Henri III d'Angleterre incite la régente Blanche de Castille à prononcer sa déchéance en juin 1230. Henri II d'Avaugour rejoint l'alliance entre Pierre de Dreux et Henri III, en effet, en mai 1230, il prête hommage au roi d'Angleterre à Dinan.
En mai 1231, Henri II d'Avaugour rejoint le parti royal. Il prête donc hommage au roi de France Louis IX et obtient :
- La garde du château de Guarplic (actuel château Du Guesclin commune de Saint-Coulomb)  ;
- 25 chevaliers ;
- 2000 livres tournois ;
- 2 chevaux si la guerre continue ;
- 30 marcs d'argent en cas de trêve.

En représailles, en juillet 1231, Henri III d'Angleterre, confisque les possessions d'Henri d'Avaugour en Angleterre soit l'honneur de Pevensey dans le Sussex.
En février-mars 1234, profitant de la trêve avec Louis IX, l'armée ducale commandée par Normand de Québriac ravage les seigneuries de Goëlo et de Quintin appartenant à Henri d'Avaugour.

### Reconnaissance deJeanIer, duc de Bretagne
En 1237 Henri II d'Avaugour est présent à Rennes lorsque Jean Ier est reçu comme duc de Bretagne. Il est aussi présent à Paris en 1241 en compagnie entre autres d'André III de Vitré, de Raoul III de Fougères et de Dreux de Mello ou Louis IX accepte l'hommage lige et le serment de fidélité de Jean Ier. Par cet acte les hommes d'armes du duché de Bretagne reconnaissent Jean Ier comme seul duc légitime et renoncent à la tutelle du roi de France.

### Croisade des Barons de 1239 à 1240
Le 24 juin 1239, Henri II d’Avaugour embarque à Saint-Malo avec Pierre Ier alors simple chevalier connu sous le nom de Pierre de Braine et d'autre barons bretons, dont André III de Vitré et Raoul III de Fougères à destination de Marseille, où ils arrivent en juillet, afin de prendre part à la croisade dite "des Barons". Le 2 novembre les croisés, soit près de 4 000 chevaliers, débarquent à Acre,.
A son retour de croisade en 1240 il fonde à Plouha en Goëlo la chapelle Kermaria An Iskuit dont les quatre travées et la porte côté ouest sont datées du XIIIe siècle.

### Succession

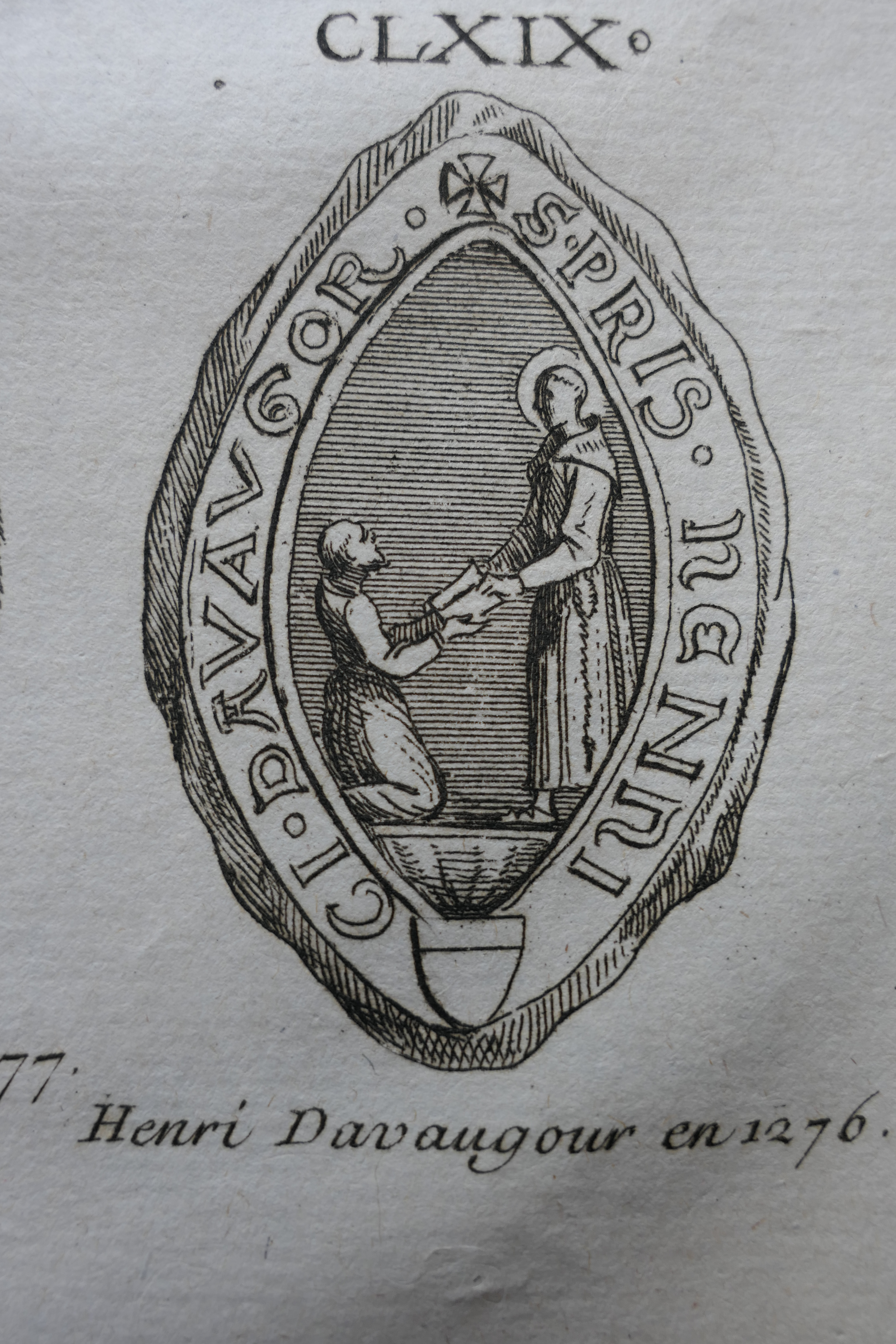
Sceau d'Henri d'Avaugour en 1276.

En 1264, son fils Alain II d’Avaugour vend la totalité de ses biens en Bretagne notamment les seigneuries de Dinan Nord et Dinan Bécherel au duc Jean Ier de Bretagne contre la somme dérisoire de 16 000 livres tournois, avant de disparaître de l'histoire.
Henri II d’Avaugour  engage alors pour le compte de son petit-fils « Henriot » dont il est le tuteur une action en annulation de la transaction devant la Cour de justice du roi à Paris. Cette procédure n’aboutit partiellement qu'après sa mort et une transaction avec le duc de Bretagne par la restitution d’une partie du patrimoine maternel à Henriot.
En 1278, Henri II prend l’habit de moine au couvent des Cordeliers de Dinan vraisemblablement fondé par son fils et non pas par lui comme le veut la légende. En 1278, d'après une charte où il se dit alors novice, in anno probationis statum religionis experientes. L'acte portait le sceau d'Henri II d'Avaugour ; il y était représenté en habit religieux, à genoux devant saint François, la légende portant S. Fratris Henrici d'Avaugor.
C’est là qu’il meurt le 6 octobre 1281. Il est inhumé dans la chapelle du couvent où se trouvait son gisant aujourd’hui disparu.

## Postérité
Henri II d'Avaugour avait épousé vers 1220 la fille de son tuteur, Marguerite de Mayenne morte en 1238/1256, qui était également l’héritière de la seigneurie de Dinan Bécherel du chef de sa mère Gervaise de Dinan, morte elle-même en 1238. De cette union naquirent trois enfants :
- Alain II d'Avaugour seigneur de Dinan ;
- Juhel d’Avaugour époux de Catherine de Léon, ancêtre putatif de la maison de Lannion (?) ;
- Geoffroi d’Avaugour mort le 4 juin 1303, ancêtre de la maison de Kergrois.

## Sources
- « Henri Ier d'Avaugour », dans Alphonse-Victor Angot et Ferdinand Gaugain, Dictionnaire historique, topographique et biographique de la Mayenne, Laval, A. Goupil, 1900-1910 [détail des éditions] (BNF 34106789, présentation en ligne)
- Frédéric Morvan, La maison de Penthièvre (1212-1334) rivale des ducs de Bretagne, M.S.H.A.B, tome LXXXI, 2003, p. 19-54 ;
- Frédéric Morvan, « Les règlements des conflits de succession dans la noblesse bretonne au XIIIe siècle », 2010,, [lire en ligne], consulté le 8 octobre 2013.
- Peter Meazey, Dinan au temps de ses seigneurs, Editions de la Plomée, Guingamp, 1997  (ISBN 2912113008)
- Frédéric Morvan La Chevalerie de Bretagne et la formation de l'armée ducale 1260-1341 Presses Universitaires de Rennes, Rennes 2009,  (ISBN 9782753508279) « Généalogie no 3 : les Eudonides (branche cadette de la maison de Rennes) »

- Frédéric Morvan Les Chevaliers Bretons, entre Plantagenêts et Capétiens, du milieu du XIIe siècle au milieu du XIIIe siècle. Coop  Breizh 2014.
- Stéphane Morin Trégor, Goëlo, Penthièvre. Le pouvoir des Comtes de Bretagne du XIe au XIIIe siècle. Presses Universitaires de Rennes et Société d’Émulation des Côtes-d'Armor, 2010.